# Olešná, Písek
Olešná là một làng thuộc huyện Písek, vùng Jihočeský, Cộng hòa Séc.